# 15ª Brigata da ricognizione di artiglieria "Foresta Nera"
La 15ª Brigata autonoma da ricognizione di artiglieria "Foresta Nera" (in ucraino 15-та окрема бригада артилерійської розвідки «Чорний Ліс»?, 15-ta okrema bryhada artylerijs'koї rozvidky «Čornyj Lis», unità militare A1108) è un'unità di ricognizione aerea per l'artiglieria direttamente subordinata al Comando delle Forze terrestri ucraine con base a Drohobyč.

## Storia
Le origini della brigata risalgono alla 337ª Brigata di artiglieria lanciarazzi della Guardia "Kievskaja Ordine di Lenin, della Bandiera Rossa, di Bogdan Chmel'nyc'kyj e di Aleksandr Nevskij", unità dell'Esercito Sovietico costituitasi nel 1989 in Ucraina a partire da precedenti formazioni veterane della seconda guerra mondiale. In seguito alla dissoluzione dell'Unione Sovietica l'unità passò sotto il controllo ucraino, prestando giuramento di fedeltà il 19 gennaio 1992. Il 20 agosto 2003 la brigata è stata riformata nel 15º Reggimento di artiglieria lanciarazzi.
A partire dal 2014 il reggimento ha preso parte alla guerra del Donbass, prestando servizio nell'oblast' di Luhans'k. Il 18 novembre 2015, nell'ambito dell'eliminazione delle onorificenze sovietiche dalle Forze armate ucraine, sono stati rimossi tutti i titoli dell'unità.

### Guerra russo-ucraina
Il reggimento è stato impiegato durante le prime fasi dell'invasione russa dell'Ucraina del 2022, prendendo parte alle difesa di Kiev e alla successiva liberazione dell'Ucraina settentrionale. A maggio l'unità è stata ritirata dal combattimento, venendo espansa al rango di brigata e riorganizzata per specializzarsi nella ricognizione aerea per l'artiglieria. A settembre la nuova unità ha preso parte alla controffensiva ucraina nella regione di Charkiv. In seguito al successo dell'operazione è stata trasferita nell'oblast' di Donec'k per fornire supporto alle unità ucraine impegnate nella difesa di Bachmut. Nel corso del 2023 la brigata ha svolto missioni di combattimento sul fronte sud, operando nei settori di Orichiv e Velyka Novosilka, contribuendo alla distruzione di numerosi sistemi di difesa aerea russi, come S-300, S-350, S-400, Buk e Tor. Il 3 novembre 2023 la brigata ha ricevuto il titolo onorifico di "Foresta Nera", regione storica dell'Ucraina centrale dove ha sede l'unità e denominazione di un'unità tattica dell'UPA che combatté contro l'Armata Rossa.
Nel 2024 la brigata ha continuato ad operare divisa in tre distaccamenti: il primo nell'oblast' di Charkiv, dove in seguito alla nuova offensiva russa nella regione ha contribuito alla difesa della città di Vovčans'k; il secondo nel settore di Vuhledar e il terzo a sud di Mykolaïv. Il 6 dicembre 2024, in occasione della Giornata delle Forze Armate, la brigata è stata insignita del titolo onorifico "Per il Valore e il Coraggio" da parte del presidente ucraino Volodymyr Zelens'kyj. Alla fine del 2024 la brigata, organizzata secondo gli standard NATO, ha dichiarato la distruzione di oltre 30 sistemi di difesa aerea russi, coordinando il lancio di missili HIMARS e Storm Shadow in profondità dietro le linee nemiche.

## Simboli
Lo stemma della brigata rappresenta un'aquila dorata, che in quanto rapace che rintraccia la propria preda dall'alto simboleggia la funzione della ricognizione di artiglieria. Lo scudetto rosso al centro segnala l'appartenenza dell'unità alle truppe missilistiche e di artiglieria dell'Ucraina. Il giglio, simbolo di purezza e nobiltà, in cartografia indica la direzione del movimento. È inoltre il simbolo degli scout, degli esploratori e di coloro che cercano la verità. Il fondo nero dello stemma richiama il titolo onorifico della brigata, "Foresta Nera".

## Comandanti
- Colonnello Hryhorij Dem'jančyk (2012 - 2020)[16]
- Colonnello Oleh Didičenko (2020 - 2022)[17]
- Colonnello Oleksandr Popov (2022 - in carica)[18]